# Cardiodectes rotundicaudatus
Cardiodectes rotundicaudatus is een eenoogkreeftjessoort uit de familie van de Pennellidae. De wetenschappelijke naam van de soort is voor het eerst geldig gepubliceerd in 1970 door Izawa.